# غلامحسین فخر طباطبائی
غلام‌حسین فخر طباطبایی  سیاست‌مدار ایرانی بود، که در دوره نوزدهم ، دوره بیستم ، دوره بیست و یکم ، دوره بیست و دوم و  دوره بیست و سوم بعنوان نماینده بروجرد در مجلس شورای ملی حضور داشت.